# Mosjøen Station
Mosjøen Station (Mosjøen stasjon) er en jernbanestation på Nordlandsbanen, der ligger i byen Mosjøen i Vefsn kommune i Norge. Stationen består af flere spor, to perroner og en stationsbygning med ventesal, toiletter og bagagebokse. Desuden er der en parkeringsplads og busforbindelse til Sandnessjøen. Stationen betjenes af fjerntogene mellem Trondheim og Bodø og er desuden endestation for regionaltog fra Bodø.
Stationen åbnede 5. juli 1940, da banen blev forlænget dertil fra Grong. Den fungerede som endestation, indtil det næste stykke videre til Elsfjord åbnede 15. marts 1941. Godsterminalen på stationen blev taget ud af drift 15. april 2006 men genåbnet i 2015 med et godsspor og to læssespor. Havnesporet er derimod fortsat ude af drift.
Stationsbygningen blev opført i 1935 efter tegninger af Gudmund Hoel. Den toetages murede bygning rummede oprindeligt restaurant, billetkontor og il- og rejsegodsekspedition i stueetagen og tjenestebolig på første sal. Pakhuset på den modsatte side af sporene blev opført i 1937 efter tegninger af Gudmund Hoel og Bjarne Friis Baastad men er senere blevet udvidet. Hoel og Baastad stod desuden for den sekssporede remise i den nordlige ende af stationen, der blev opført i 1935. Remisen eksisterer stadig sammen med den tilhørende drejeskive.